# نادياد
نادياد هي مدينة تقع في ولاية كجرات بالهند والمركز الإداري لمنطقة خيدا . تدار المدينة من قبل بلدية نادياد. وتشتهر بسانترام ماندير، وماي ماندير،  ومعبد سوامينارايان التاريخي الذي أُنشأ عام 1824،  بالإضافة لاشتهارها بمعبدي أناند وهاري أوم الأشرم.  كما أنّ مدينة نادياد هي المكان الذي قام فيه شريماد راجشاندرا بتأليف أطروحته الروحية شري أتماسيدي شاترا عام 1895، وهي عبارة عن أطروحة روحية مكونة من 142 بيتًا.  تقع نادياد على بعد 90 كيلومتر (56 ميل) من جانديناجار، عاصمة ولاية كجرات. يوجد بها تقاطع رئيسي للسكك الحديدية وهي محطة رئيسية على طريق أحمد آباد-مومباي . وهي مسقط رأس سردار فالابهبهاي باتيل، النائب الأول لرئيس وزراء الهند . تأسست بلدية نادياد عام 1866.

## المناخ
تتميّز مدينة نادياد بفصل شتاء معتدل مع فصل صيف شديدة الحرارة، بمتوسط من 32 °م (90 °ف) إلى 46 °م (115 °ف)، ويبلغ متوسط هطول الأمطار من 70 سنتيمتر (28 بوصة) إلى 120 سنتيمتر (47 بوصة) .

## روابط خارجية
- نادياد ناجارباليكا (البلدية)
- خدمات الحافلات من نادياد